# あにまるパラダイス
『あにまるパラダイス』は、竹書房発行の動物4コマ誌。略称は「あにパラ」。関連誌として、ネコまんがを扱う『ねこパラ』がある。『ねこじかん』の前身にあたる。

## 概要
2001年11月29日に「まんがライフオリジナル増刊号あにまるパラダイス」として発刊して以降、竹書房各誌で連載を持つマンガ家のペットマンガや動物マンガを掲載している。主に、系列各誌で連載されている動物マンガの傑作選や新作、ペットを飼っているマンガ家の実録もの、ペットの写真企画・投稿コンテストなどで構成される。
発刊から5年間ほどは中綴じで年2回の刊行ペースであったが、2007年のvol.12からは平綴じで隔月刊となり、系列誌から「シロと歩けば」（内田かずひろ）などの連載作品が移籍することになった。
初期は「ちびとぼく」（私屋カヲル）が表紙メインだったが、vol.11でタイトルロゴが「あにパラ」になりネコの写真に、vol.12でタイトルロゴが「あにまるパラダイス」に再変更し表紙メインは「ポヨポヨ観察日記」（樹るう）に変わった。vol.14では、表紙が後述の連動企画（フォトコンテスト）の猫の写真になり、またタイトルロゴのデザインが変更となった。2007年8月7日に発売予定だったvol.15は発行されず、コミックス扱いの新書判『ねこじかん』にリニューアルされ、連載陣も移行した。
2007年2月13日より『Yahoo! JAPANペット特集2007「犬・猫パラダイス」』と連動し、マンガのネット配信、ペットのフォトコンテスト、チャリティオークションなどが行われた。
また、2006年からは、ねこまんがに特化したあにまるパラダイス特別編集の新書判『ねこパラ』とねこパラ特別編集『ねこパラ+（ぷらす）』が発行された。
2009年には、動物コミックの『もふもふ』を発売。2010年2月22日には、「にゃんにゃんにゃんフェア2010」対象ねこコミックスのひとつとして『もふもふ』等に掲載されてきた『ねこもーそー』（柊あおい）が発売される。

## あにまるパラダイス発行歴
1. まんがライフオリジナル増刊号（2001年11月29日発売）
2. まんがライフオリジナル6/1増刊号（2002年4月25日発売）
3. まんがライフオリジナル12.1増刊号（2002年発売）
4. まんがライフオリジナル7.1増刊号（2003年5月28日発売）
5. まんがライフオリジナル12.1増刊号（2003年発売）
6. まんがライフオリジナル7.1増刊号（2004年5月31日発売）
7. まんがライフオリジナル12.1増刊号（2004年発売）
8. まんがライフオリジナル7.1増刊号（2005年発売）
9. まんがライフオリジナル12.1増刊号（2005年発売）
10. まんがライフオリジナル7.1増刊号（恋愛パラダイス7/1増刊号）（2006年発売）
11. まんがライフオリジナル12.7増刊号（2006年発売）
12. まんがライフオリジナル3/7増刊号（2007年2月7日発売）※隔月刊化
13. まんがライフオリジナル5/7増刊号（2007年4月7日発売）
14. まんがライフオリジナル7/7増刊号（2007年6月7日発売）

## ねこじかん発行歴
1. ねこじかん（2007年10月26日発売）
2. まんがライフオリジナル6月号特別付録（2008年5月12日発売）
3. ねこじかん〜お昼寝中〜（2008年8月発売）

## ねこパラ発行歴
1. まんがライフオリジナル10/7増刊号（2006年発売）
2. まんがライフオリジナル4/7増刊号（2007年3月7日発売）
3. まんがライフオリジナル2/7増刊号（2008年1月7日発売）
4. まんがライフオリジナル8/7増刊号（2008年7月発売）
5. まんがライフオリジナル3月増刊号（2009年2月2日発売）
6. まんがライフオリジナル12月増刊号（2009年10月30日発売）

## ねこパラ＋発行歴
1. まんがライフオリジナル10/7増刊号（2007年9月7日発売）
2. まんがライフオリジナル4/7増刊号（2008年発売）
3. まんがライフオリジナル11月増刊号（2008年10月発売）
4. まんがライフオリジナル8月増刊号（2009年発売）
5. 漫画パチンコ777 4月増刊号（2010年2月16日発売）

## もふもふ
1. まんがくらぶオリジナル2月増刊号（2009年12月18日発売）